# Plac Defilad w Warszawie

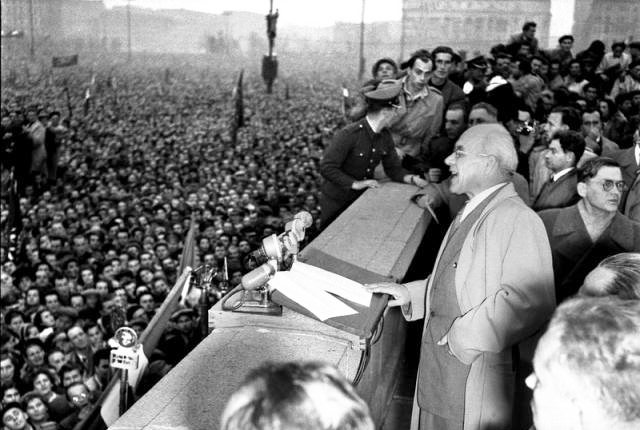
Wiec poparcia i przemówienie Władysława Gomułki, 24 października 1956 roku

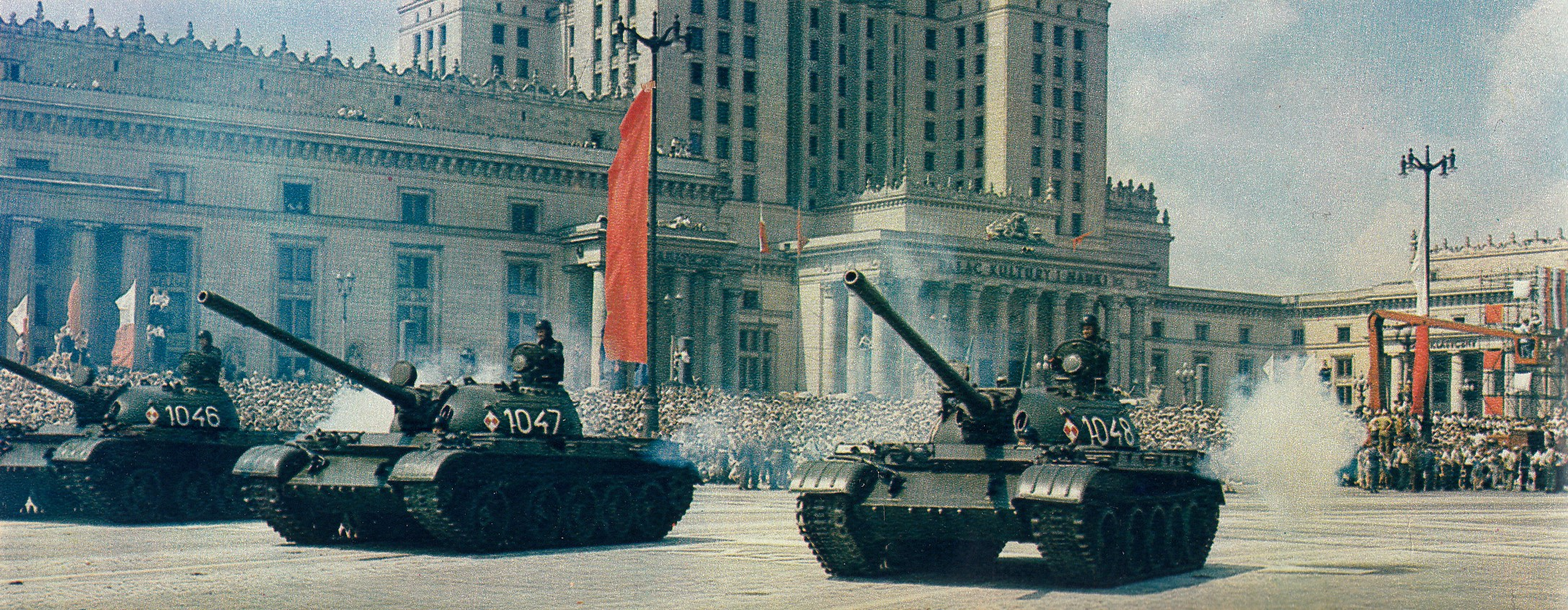
Defilada Tysiąclecia, 22 lipca 1966 roku

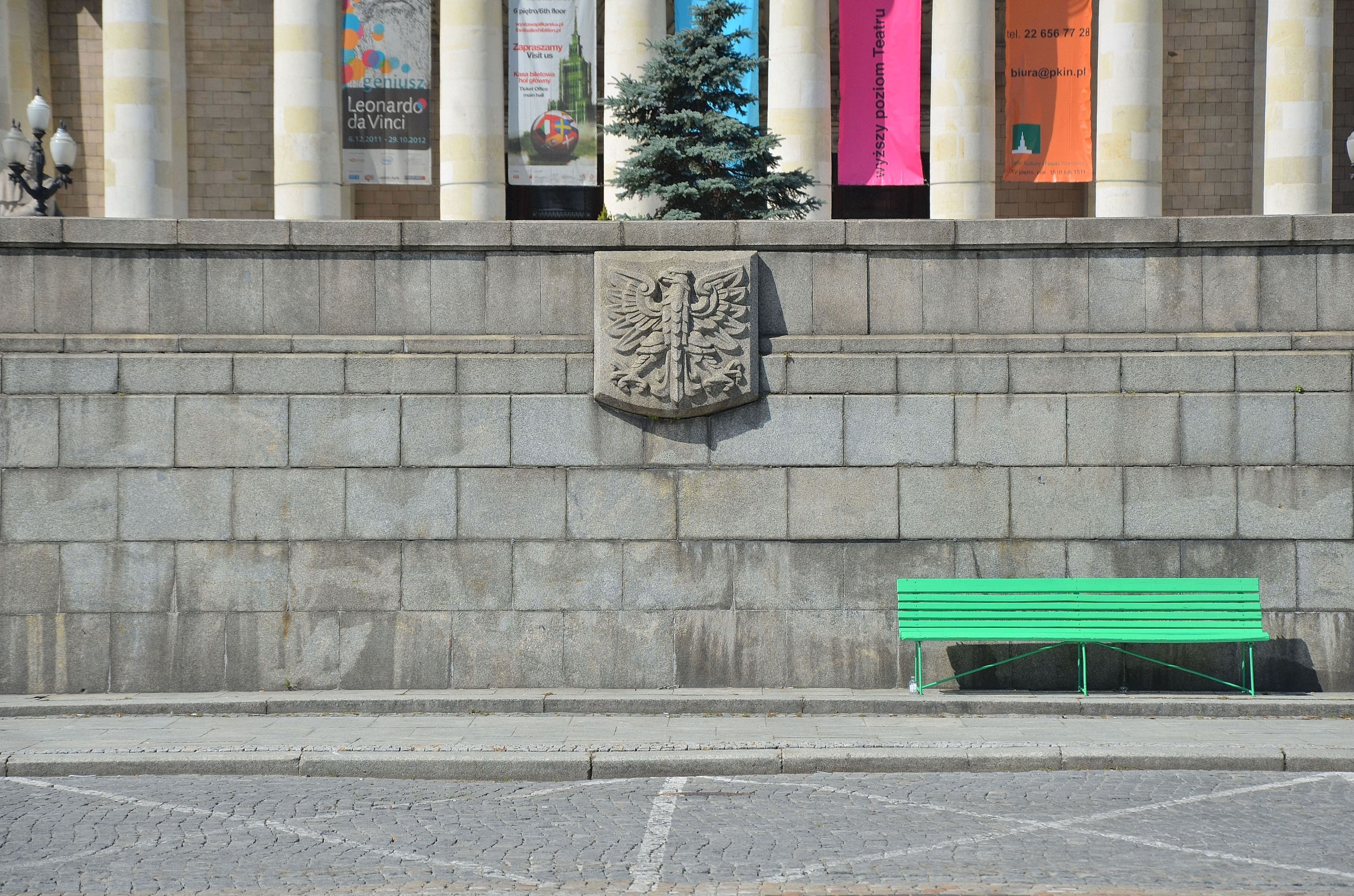
Trybuna honorowa z zachowanym godłem PRL (2012)

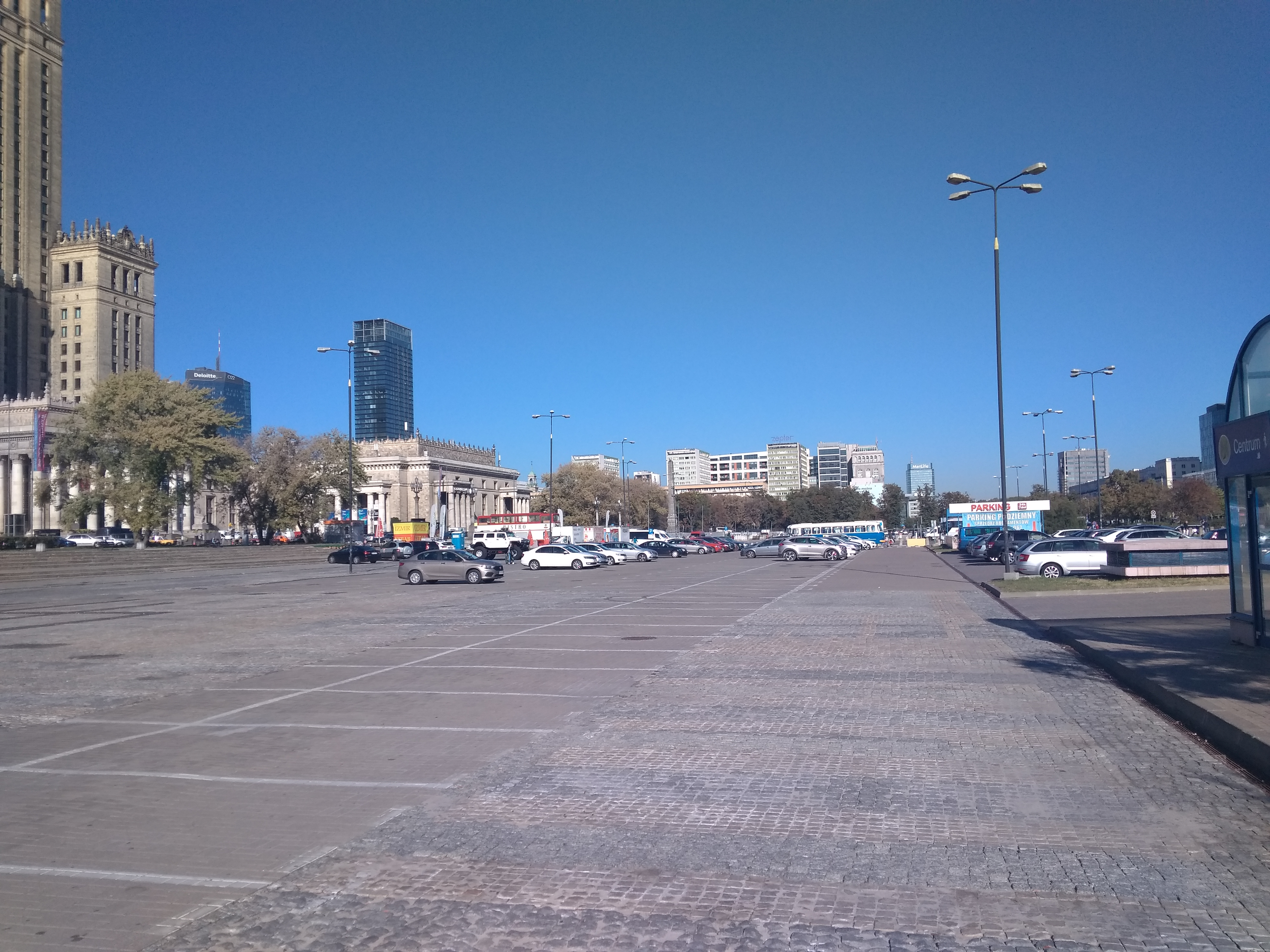
Parking w zachodniej części placu (2018)

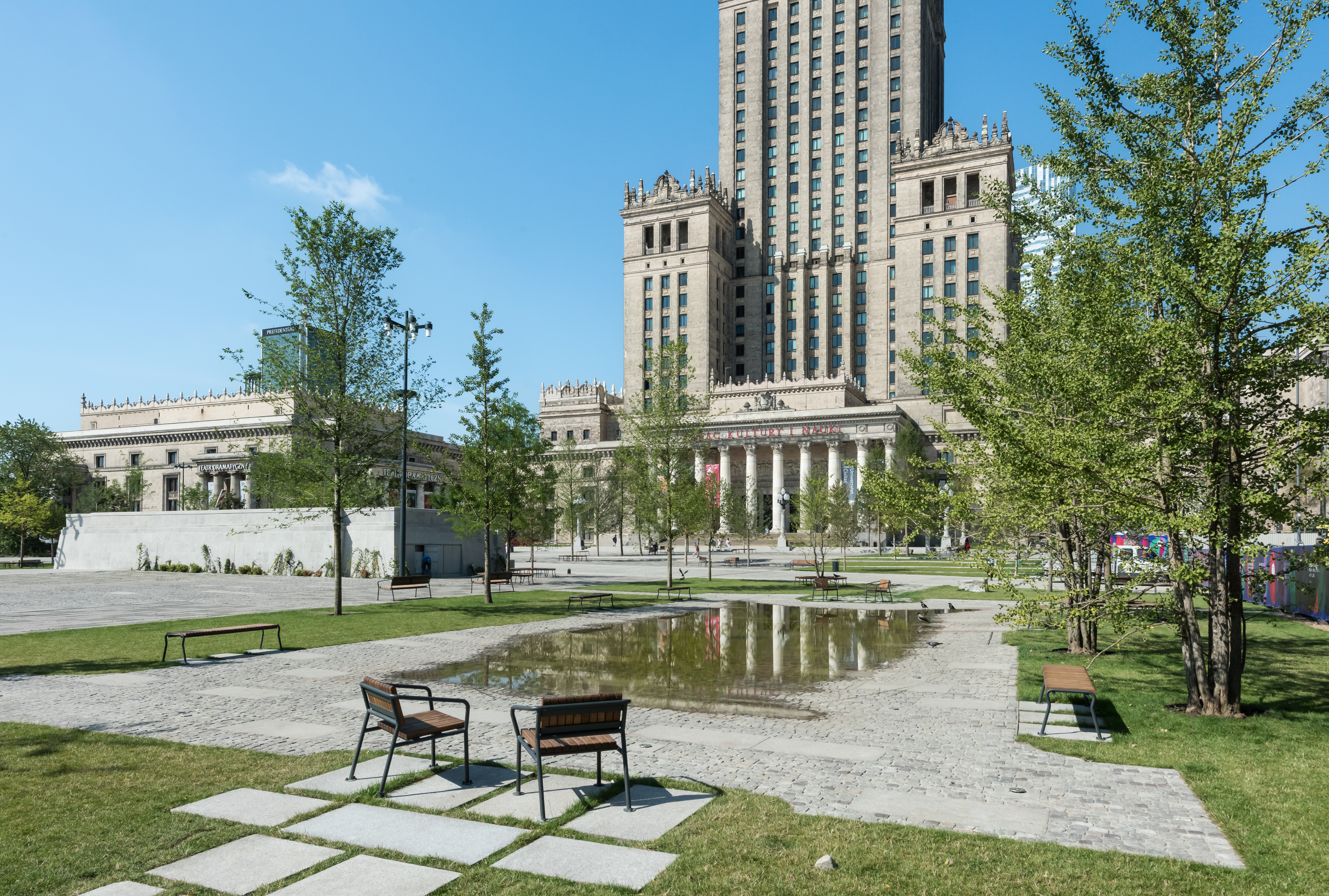
Fragment placu Centralnego, po lewej widoczna odtworzona trybuna honorowa (2025)

Plac Defilad – plac w śródmieściu Warszawy przy Pałacu Kultury i Nauki.
Jest ograniczony ulicami: od północy Świętokrzyską, od południa Alejami Jerozolimskimi, a od wschodu Marszałkowską. Ma powierzchnię 24 ha.

## Układ
Plac Defilad ukształtowany został jako rozległy plac na potrzeby zgromadzeń publicznych, bez stałych ciągów dla ruchu kołowego, z wyjątkiem dojazdów do Pałacu Kultury i Nauki.
Na obu krańcach założenia urbanistycznego placu, w osi ulicy Marszałkowskiej znajdują się stacje metra:
- Centrum przy skrzyżowaniu z Alejami Jerozolimskimi
- Świętokrzyska przy skrzyżowaniu z ulicą Świętokrzyską

## Historia
Plac powstał razem z budową Pałacu Kultury i Nauki w roku 1955 w miejscu zabudowy całości lub fragmentów ulic: Chmielnej, Siennej, Śliskiej, Wielkiej, Zielnej oraz Złotej (ich dawny przebieg został zaznaczony kilkoma tablicami pamiątkowymi). Wschodnia część placu znalazła się częściowo poniżej poziomu ulicy Marszałkowskiej.
Plac powstał z przeznaczeniem na defilady i pochody, organizowane w okresie Polski Ludowej m.in. w dniach 1 maja i 22 lipca. W chwili powstania placu był on największym tego typu założeniem w Europie. W centralnej części placu wybudowano trybunę, ozdobioną płaskorzeźbą orła, z której przyjmowano defilady i marsze.
Po przywróceniu do władzy Władysława Gomułki i wybraniu go na stanowisko I sekretarza KC PZPR 24 października 1956 roku na placu Defilad odbył się wiec poparcia dla nowego kierownictwa partii, w którym uczestniczyło ok. 300–400 tysięcy osób. Gomułka wygłosił z trybuny przemówienie, w którym potępił stalinizm i zapowiedział reformy, mające na celu demokratyzację ustroju. Tłum zebrany na placu wyrażał poparcie dla reform polskiego października, ale też domagał się zwolnienia z więzienia kardynała Stefana Wyszyńskiego. Odśpiewał też Gomułce Sto lat.
22 lipca 1966 na placu odbyła się wielotysięczna, przedstawiająca tysiącletnie dzieje oręża polskiego Defilada Tysiąclecia, która była kulminacyjnym punktem obchodów Tysiąclecia Państwa Polskiego, mających przyćmić organizowane w tym czasie przez Kościół uroczystości Milenium Chrztu Polski. Natomiast 22 lipca 1974 na placu odbyła się defilada wojska i manifestacja młodzieży dla uczczenia 30-lecia PRL.
Podczas trzeciej podróży apostolskiej do Polski, 14 czerwca 1987, papież Jan Paweł II odprawił na placu Defilad mszę świętą kończącą II Krajowy Kongres Eucharystyczny. Ołtarz usytuowany był wtedy przed głównym wejściem do Pałacu Kultury i Nauki. Podczas mszy papież beatyfikował biskupa Michała Kozala.
Przed 2008 rokiem na placu Defilad odbywały się m.in. zabawy sylwestrowe na zakończenie roku.
W końcu lat 80. i po przemianach ustrojowych w Polsce plac stracił na znaczeniu. Jego rola została ograniczona do prowizorycznie zagospodarowanej powierzchni, na której lokalizuje się obiekty o charakterze tymczasowym. Przez pewien czas funkcjonowało na nim wesołe miasteczko Cricoland, istniało tu też targowisko, na którym handlowali obywatele ZSRR zanim przenieśli się na bazar na Stadionie Dziesięciolecia. W kolejnych latach część placu zajmowała budowa I linii metra. Razem ze stacją metra Centrum pod placem powstał także parking podziemny na 266 miejsc. Na placu wzniesiono również hale targowe: Marcpolu i Universalu, a później też trzecią – Kupieckie Domy Towarowe (KDT). Po likwidacji ostatniej z nich część placu zajął parking pełniący funkcję prowizorycznego dworca autobusów dalekobieżnych oraz opisywany jako estetyczna katastrofa budynek zaplecza budowy II linii metra.
W 2012 podczas Mistrzostw Europy w Piłce Nożnej (UEFA Euro 2012) zorganizowano tutaj tzw. Strefę Kibica.
W sezonie świąteczno-noworocznym 2012/2013 ponownie rozstawiono tu wesołe miasteczko. Corocznie na Placu Defilad odbywa się największy koncert w ramach Finału Wielkiej Orkiestry Świątecznej Pomocy. Podczas koncertu prezes Fundacji Jerzy Owsiak odlicza ostatnie sekundy do tzw. Światełka do Nieba, czyli pokazu sztucznych ogni oraz prowadzi część koncertu.

## Koncepcje zagospodarowania placu
Przez ostatnie dwie dekady zagospodarowanie placu Defilad i otoczenia Pałacu Kultury i Nauki było przedmiotem wielu debat i konkursów, podnoszono pomysły zburzenia lub przebudowy pałacu, miało tu powstać Muzeum Komunizmu. Jednak od czasu, gdy w 2007 pałac uznano za zabytek, przebudowa, a tym bardziej zburzenie, wydają się niemożliwe. Do dziś brakuje konsekwencji w realizacji planów, problemem okazały się m.in. kwestie własnościowe i niedostatki kosztownej infrastruktury technicznej.
W 1992 obszaru tego dotyczył pierwszy w powojennej Polsce międzynarodowy konkurs urbanistyczno-architektoniczny. Uczestniczyło w nim ponad 700 zespołów i indywidualnych architektów, a zwyciężyła koncepcja korsa otaczającego pałac, autorstwa Bartłomieja Biełyszewa i Andrzeja Skopińskiego – otaczające pałac wysokościowce miały tworzyć wokół niego koronę. Takie podkreślanie rangi Pałacu Kultury znalazło jednak wielu krytyków, m.in. dosadnie skomentował to satyryk Stanisław Tym.
W kolejnych latach w miejskiej pracowni urbanistycznej powstała koncepcja zabudowy otoczenia pałacu w prostokątnym układzie ulic, o wysokości tzw. warszawskiej (zbliżonej do istniejącej zabudowy Alej Jerozolimskich w tym rejonie i Ściany Wschodniej). W 2006 Rada Warszawy przyjęła zgodny z tymi założeniami miejscowy plan zagospodarowania przestrzennego. Przeprowadzono też międzynarodowy konkurs na projekt gmachu Muzeum Sztuki Nowoczesnej, w którym zwyciężył projekt Christiana Kereza. Jednak w 2007 kolejne władze Warszawy rozpoczęły opracowywanie nowego planu zagospodarowania, z wyższą zabudową (przy Al. Jerozolimskich i Marszałkowskiej – 30 m, bliżej pałacu – 40–45 m, z 5 wysokościowcami rzędu 120–200 m), a w 2008 zdecydowały o zmianie programu funkcjonalnego muzeum i doprojektowaniu wewnątrz budynku pomieszczeń dla teatru TR Warszawa.
W listopadzie 2010 uchwalono nowy plan. Przewiduje on stworzenie w tym rejonie nowego centrum miasta, budowę biurowców, obiektów handlowych i kulturalnych oraz przekształcenie samego placu Defilad w miejsce spotkań i agorę. W 2011 władze miasta zapowiedziały utworzenie w ratuszu interdyscyplinarnego zespołu ds. zagospodarowania placu. W 2013 rozpoczęto procedurę zmiany planu miejscowego w miejscu przyszłego Muzeum Sztuki Nowoczesnej i teatru.
Plac Defilad jest podzielony na działki, z których część stanowi własność miasta stołecznego Warszawy, kilkanaście zaś należy do osób prywatnych.
W 2017 miasto ogłosiło konsultacje w sprawie środkowej części placu, pod roboczą nazwą placu Centralnego, zaplanowanego przed Pałacem Kultury i Nauki od strony ul. Marszałkowskiej. W 2019 podpisano umowę na wykonanie dokumentacji projektowej ze zwycięzcą międzynarodowego konkursu architektonicznego na jego koncepcję, pracownią A-A Collective. Projekt przewiduje urządzenie w tym miejscu zieleńca z nawiązaniami do przedwojennej historii (m.in. zaznaczeniem przebiegu dawnych ulic i zarysu dawnej zabudowy). Budowa placu Centralnego rozpoczęła się w czerwcu 2023 roku. W trakcie prac, z uwagi na konieczność budowy nowego odwodnienia i przeprowadzenia prac archeologicznych, rozebrano trybunę honorową i odtworzono w tym samym miejscu jej żelbetową kopię.

## Ważniejsze obiekty
- Pałac Kultury i Nauki
- Park Świętokrzyski
- Muzeum Sztuki Nowoczesnej
- Dworzec kolejowy Warszawa Śródmieście
- Stacja metra Centrum
- Stacja metra Świętokrzyska
- Słup kilometrowy
- Tablica pamiątkowa Tchorka (przy skrzyżowaniu ulic Marszałkowskiej i Świętokrzyskiej)